# Sainte-Marguerite (Vosges)
Sainte-Marguerite ist eine französische Gemeinde mit 2.253 Einwohnern (Stand: 1. Januar 2022) im Département Vosges in der Region Grand Est (bis 2015 Lothringen). Sie gehört zum Arrondissement Saint-Dié-des-Vosges und zum Kanton Saint-Dié-des-Vosges-2 (bis 2015: Kanton Saint-Dié-des-Vosges-Est). Die Einwohner werden Margaritains genannt.

## Geografie
Sainte-Marguerite liegt am Zusammenfluss von Fave und Meurthe in den Vogesen. Sie befindet sich etwa drei Kilometer südöstlich des Stadtzentrums von Saint-Dié-des-Vosges. 
Nachbargemeinden von Sainte-Marguerite sind Nayemont-les-Fosses im Norden und Nordosten, Remomeix im Osten, Entre-deux-Eaux im Südosten, Saulcy-sur-Meurthe im Süden und Südwesten sowie Saint-Dié-des-Vosges im Nordwesten.
Durch die Gemeinde führen die Route nationale 59 und die frühere Route nationale 420 (heutige D420). Der kleine Bahnhof der Gemeinde wird von Zügen auf der Bahnstrecke Strasbourg–Saint-Dié bedient.

## Geschichte
Die Geschichte des Ortes geht auf eine Kapellengründung von Karl dem Großen zurück, die schon damals die Heilige Margareta von Antiochia (frz. Sainte-Marguerite) im Namen führte.
In den Kriegszeiten mehrfach zerstört, wurde der Ort immer wieder aufgebaut und erfuhr nach dem Ersten Weltkrieg einen Bevölkerungsanstieg.

### Bevölkerungsentwicklung
| Jahr      | 1962 | 1968 | 1975 | 1982 | 1990 | 1999 | 2006 | 2012 | 2019 |
| Einwohner | 1436 | 1524 | 1542 | 1547 | 2105 | 2259 | 2380 | 2402 | 2308 |

## Sehenswürdigkeiten
- Kirche Sainte-Marguerite, Glockenturm aus dem 13. Jahrhundert, Monument historique
- Bauernmuseum La Soyotte
- zahlreiche Häuser mit Wandmalereien

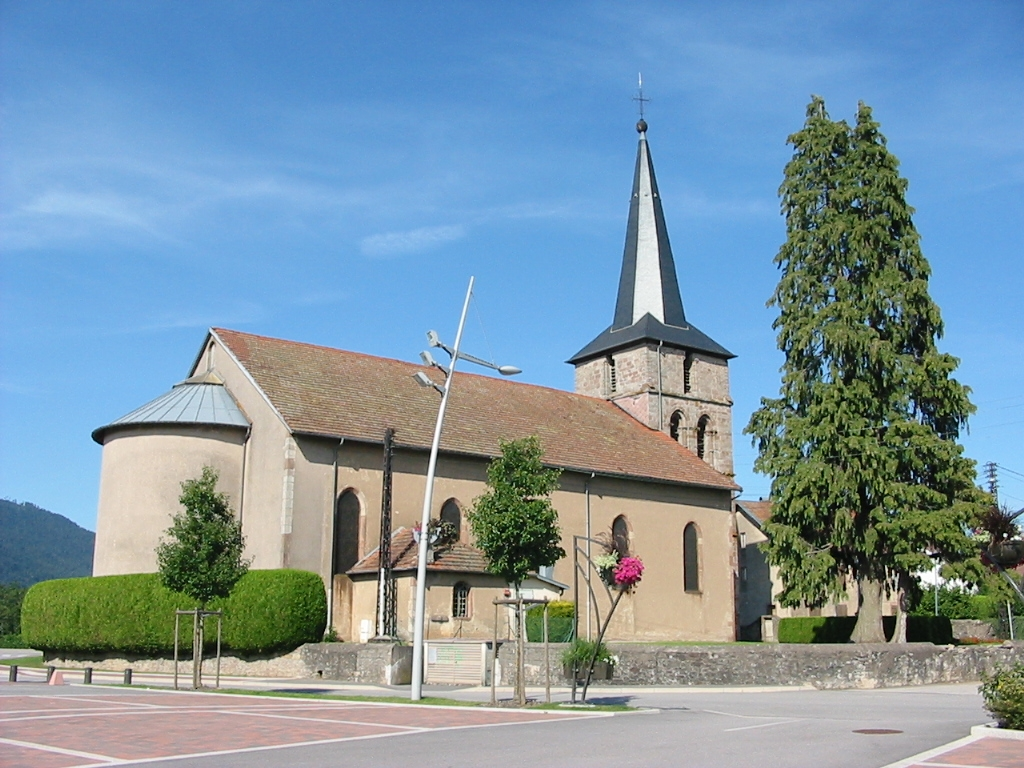
Kirche Sainte-Marguerite
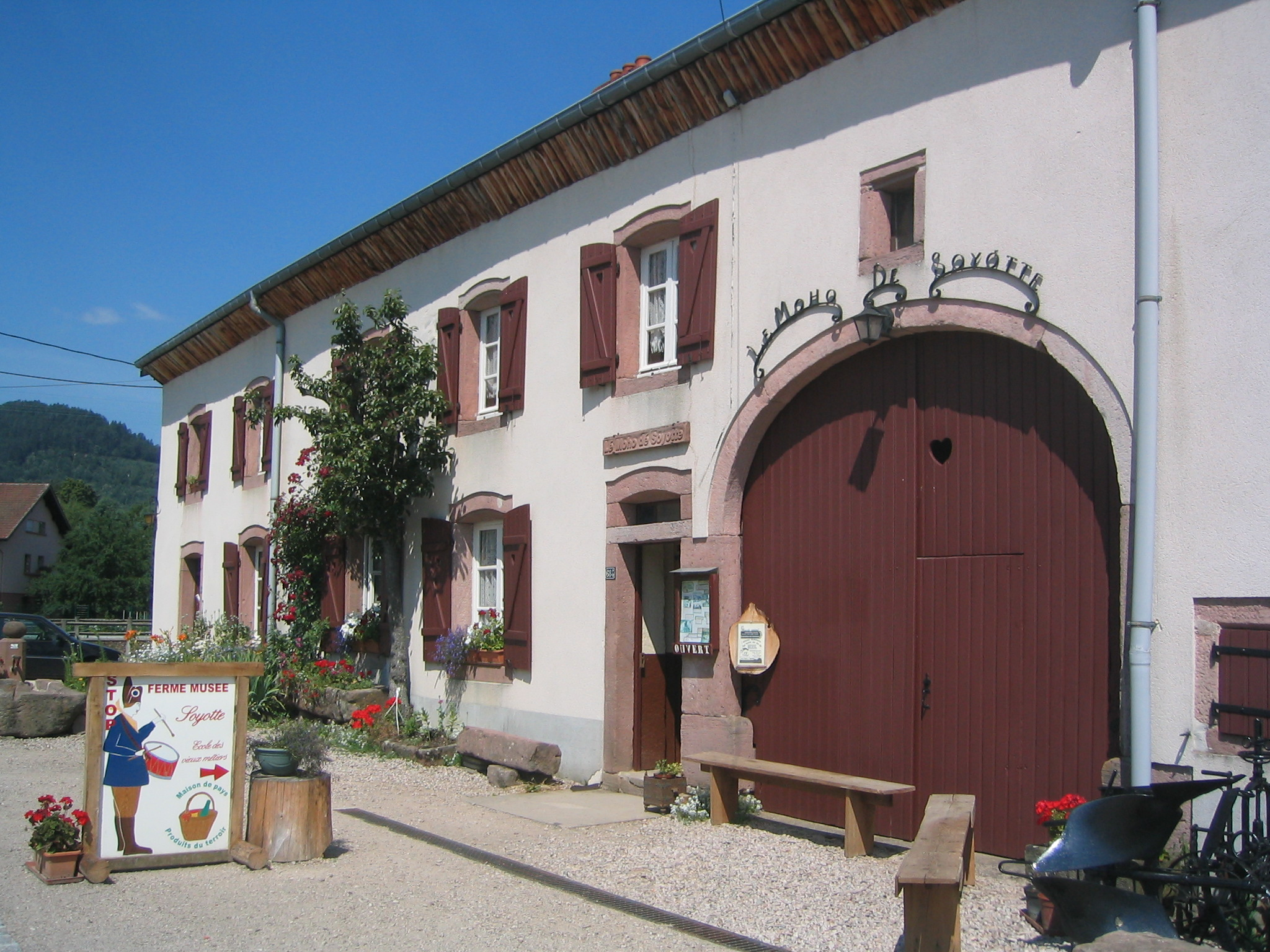
Museum La Soyotte
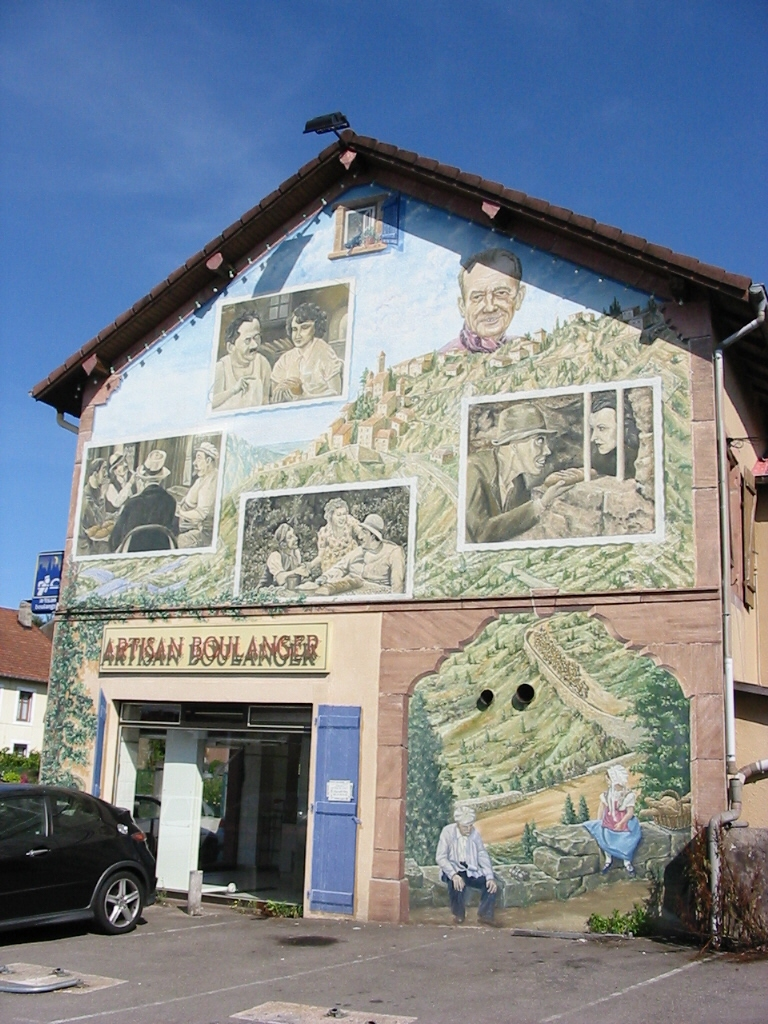
Wandmalerei

## Wirtschaft
Der Kiesabbau im Meurthetal ist auch hier ein Wirtschaftszweig von Bedeutung.

## Persönlichkeiten
- Régis Lhuillier (* 1980), Radrennfahrer, in Sainte-Marguerite aufgewachsen